# La banda del gobbo
La banda del gobbo è un film poliziottesco del 1977. Diretto da Umberto Lenzi, è il terzo ed ultimo capitolo della saga di Sergio Marazzi (detto Er Monnezza), interpretata da Tomas Milian.
Tomas Milian in questo film interpreta la parte di due fratelli gemelli, Vincenzo Marazzi, detto il Gobbo e Sergio Marazzi, detto Er Monnezza e di entrambi i personaggi scrisse i dialoghi.
Tra le ragioni alla base della fine del sodalizio tra Milian ed il regista Lenzi vi fu il monologo moralistico sulle classi agiate, scena che il regista avrebbe voluto eliminare in sede di montaggio ma che l'attore pretese, avendone facoltà da contratto.

## Trama

Il Gobbo nel Night Club "Scarabocchio"

Vincenzo Marazzi, detto il Gobbo, un famigerato criminale romano, torna dopo una lunga latitanza in Corsica. Suo fratello Sergio, detto Er Monnezza, meccanico e piccolo ladruncolo, lo idolatra perché non ne è all'altezza.
Il Gobbo contatta dei suoi vecchi compari ed organizza una rapina ad un furgone portavalori ma viene da questi tradito rischiando di restare ucciso in una sparatoria. Inizia la terribile vendetta del protagonista, ostacolata solo in parte dal commissario Sarti, il quale tenta di usare Er Monnezza come esca, facendolo rinchiudere in un ospedale psichiatrico, espediente beffardamente sbugiardato.
Consapevole del suo inesorabile declino il Gobbo e la sua fidanzata si recano in un locale esclusivo suscitando il dileggio del personale e degli avventori i quali a sua volta umilia costringendoli ad assumere lassativi.
La vicenda termina tra inseguimenti e sparatorie con la Polizia e la caduta del Gobbo in un fiume. Sergio, ricevuta successivamente una cospicua somma di denaro da suo fratello, ne dubita la morte.

## Colonna Sonora
- Nella pellicola si possono ascoltare due brani di Antonello Venditti: Sora Rosa e Roma capoccia, più volte citate anche nei dialoghi. Il Gobbo è un fan di Venditti, da lui definito "un cantautore che nun se batte", citandolo in alcuni versi di Sora Rosa.[3]

## Produzione

### Riprese
- L'edificio della fabbrica Freddindustria è ancora visibile ad Aprilia.
- L'ospedale psichiatrico dove viene internato Er Monnezza è l'ex orfanotrofio della Marcigliana, attualmente in stato di totale abbandono. Nel film viene indicato come lo storico ospedale psichiatrico "S. Maria della Pietà" (anch'esso oggi chiuso), nel quartiere Monte Mario.
- Nella scena della tentata rapina alla moglie di un commissario, nella centralissima via Bissolati a Roma, si intravede la programmazione del film con Alberto Sordi Un borghese piccolo piccolo, presso l'allora Cinema Fiamma.
- La scena della rapina alla Banca Commerciale di Roma, è stata girata nel quartiere romano di Conca d'Oro e specificamente in via di Val Padana.

### Collegamenti ad altre pellicole
- Attore e regista riprendono il personaggio del Gobbo, visto precedentemente in Roma a mano armata, promuovendolo al ruolo di protagonista. Esso potrebbe ispirarsi al celebre criminale romano del dopoguerra Giuseppe Albano, noto come "Gobbo del Quarticciolo" e che fu trasposto nel film Il gobbo, del 1960.
- Nel primo film (Roma a mano armata) il nome del Gobbo era Vincenzo Moretto, qui Vincenzo Marazzi.

## Distribuzione
Distribuito nei cinema italiani il 18 agosto 1977, La banda del gobbo ha incassato complessivamente 1.523.844.720 lire dell'epoca.